# Lyon-Reims
 (janvier 2017).
Si vous disposez d'ouvrages ou d'articles de référence ou si vous connaissez des sites web de qualité traitant du thème abordé ici, merci de compléter l'article en donnant les références utiles à sa vérifiabilité et en les liant à la section « Notes et références ».
Le Lyon-Reims ou Lyon Reims est un cocktail à base de vodka, de Baileys, de lait et de poudre de cacao.

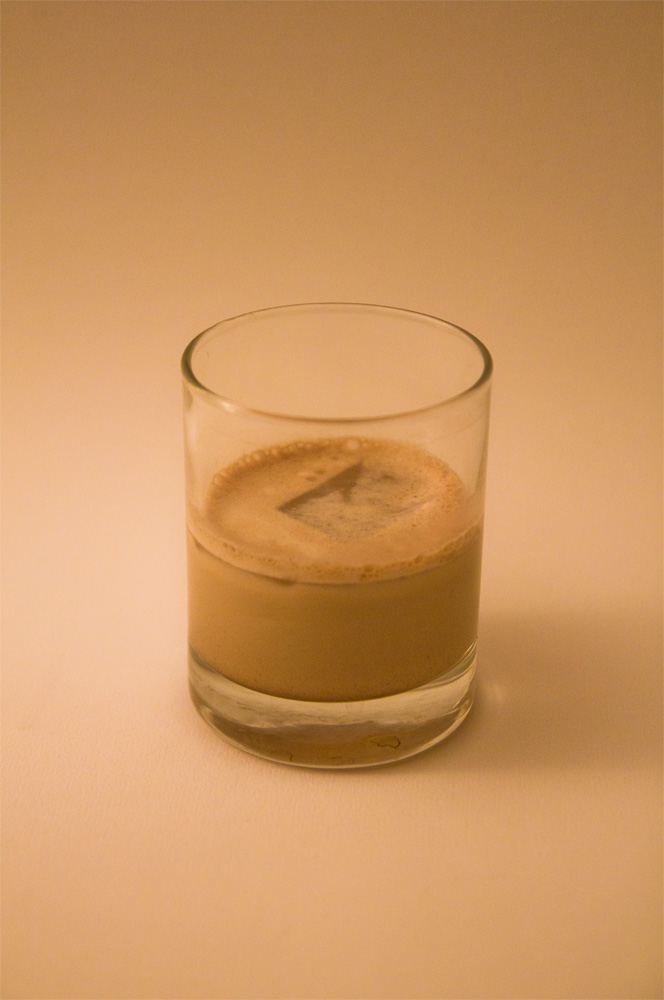
Le cocktail Lyon-Reims, servi avec un glaçon

## Préparation
Dans un shaker, frapper les ingrédients suivant avec 5 ou 6 glaçons :
- 1/3 de vodka
- 1/3 de Baileys
- 1/3 de lait
- saupoudré de poudre de cacao

Servir dans un verre large.

## Origine
Ce cocktail trouve ses origines d'une rencontre entre un Rémois et de deux Lyonnais. Au hasard du mélange de leurs alcools préférés, les trois compères trouvèrent la recette du Lyon Reims, un cocktail né du hasard.
"Et d'un Lyon-Reims, et de deux pintes !" citation anonyme.